# Givi Džavachišvili
Givi Džavachišvili (gruzínsky: გივი ჯავახიშვილი, rusky: Гиви Дмитриевич Джавахишвили – Givi Dmitrijevič Džavachišvili) (18. září 1912 – 10. listopadu 1985 v Tbilisi) byl gruzínský politik, který byl v letech 1953 až 1975 předsedou Rady ministrů Gruzínské SSR.

## Mládí
Dzavachišvili se narodil 18. září 1912 do rodiny doktora Dmitrije Džavachišviliho. V roce 1934 dokončil vzdělání na Zakavkazském průmyslovém institutu (dnes Gruzínský polytechnický institut) a stal se inženýrem geologie. Pracoval v Institutu lázeňství. V květnu 1940 vstoupil do Komunistické strany Sovětského svazu. V lednu – květnu 1941 sloužil v armádě.

## Politická kariéra
Poté až do roku 1952 pracoval na různých místech regionálních a posléze ústředních vládních i stranických struktur, převážně v oblasti energetiky a těžkého průmyslu. Naposled jako vedoucí oddělení těžkého průmyslu ÚV KS Gruzie. V září 1952 byl jmenován předsedou výkonného výboru tbiliského městského sovětu (dnešní terminologií primátor Tbilisi). V dubnu 1953 povýšil do funkce místopředsedy rady ministrů Gruzie.

### Předsedou vlády
29. října 1953, se po mocenském boji mezi bývalými přívrženci Lavrentije Beriji a gruzínskými pro-Chruščovovskými revizionisty, stal předsedou Rady ministrů (premiérem) Gruzínské SSR. Souběžně se stal členem byra Ústředního výboru KS Gruzie a předsedou Komise na ochranu gruzínského jazyka. Všechny tyto funkce si udržel až do prosince 1975, takže je nejdéle vládnoucím gruzínským premiérem v historii. Od roku 1954 byl též členem jak gruzínského, tak sovětského parlamentu, v letech 1956–1976 členem ÚV KSSS.

### Džavachišviliho politika
V roce 1958 se zúčastnil jako hlava gruzínské delegace světové výstavy EXPO v Bruselu a v roce 1967 podruhé, tentokrát v Montrealu. Jako předseda Rady ministrů Gruzínské SSR se celkem pětkrát zúčastnil sjezdu KSSS (20.-24. sjezd). V roce 1961 Džavachišvili na jednom ze sjezdů KSSS požadoval odstranění ostatků Stalina z Leninova mauzolea. Mnohokrát se účastnil i důležitých diplomatických misí SSSR i Gruzínské SSR do USA, Kanady a Turecka.
Na poli domácí gruzínské politiky se zasloužil velkou měrou o budování v Tbilisi. Na jeho popud byly vybudovány mnohé účelové budovy, jako například Hala pro gruzínskou filharmonii nebo Tbiliský palác sportu. Za jeho éry bylo také dobudováno metro v Tbilisi, jehož stavba začala v roce 1952 a trvala 14 let.
V roce 1975 odešel ze svých funkcí do důchodu. Zemřel 10. listopadu 1985 v Tbilisi.

## Ocenění
- 2x Leninův řád
- Řád Říjnové revoluce
- Řád „Znak cti“
- Řád Rudého praporu práce